# Trgovišče
Trgovišče – wieś w Słowenii, w gminie Ormož. 1 stycznia 2018 liczyła 211 mieszkańców.